# Hans-Joachim Weimann

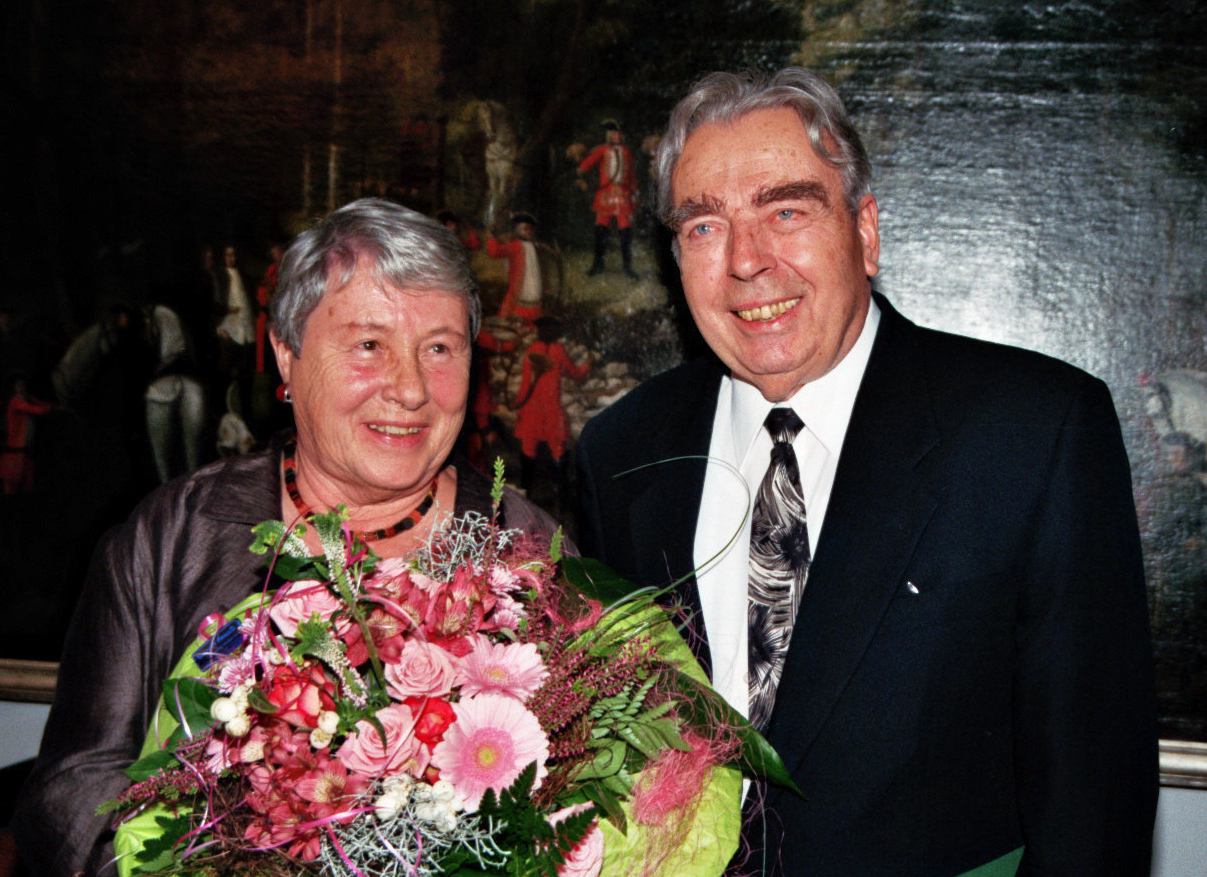
Hans-Joachim Weimann mit seiner Frau Freya, 2009

Hans-Joachim Friedrich Julius Weimann (* 19. August 1932 in Kassel; † 14. Dezember 2012 in Rodheim-Bieber) war ein deutscher Forstwissenschaftler. Er war von 1986 bis 1997 Leiter der Hessischen Forsteinrichtungsanstalt und deren Nachfolgeinstitution, der Hessischen Landesanstalt für Forsteinrichtung, Waldforschung und Waldökologie Gießen/Hann. Münden. Der Spezialist für die Land- und Forstwirtschaftliche Bewertungslehre und Pionier der forstlichen Informatik ist auch mit forsthistorischen Arbeiten, insbesondere zur Forstfamilie Hartig, hervorgetreten und erforschte seit 1985 intensiv die Grünanlagen des Gießener Landes und deren Geschichte.

## Leben
Hans-Joachim Weimann wurde am 19. August 1932 als Sohn eines Finanzbeamten in Kassel geboren. Nach dem Abitur am Staatlichen Gymnasium und Realgymnasium in Wiesbaden studierte er Forstwissenschaften an der Forstlichen Fakultät der Georg-August-Universität Göttingen in Hann. Münden und an der Albert-Ludwigs-Universität Freiburg. Zu dieser Zeit wurde er auch Mitglied der Forstakademischen Gesellschaft Freia. Nach dem Referendariat, das er 1961 mit der Großen Forstlichen Staatsprüfung abschloss, begann er seinen Dienst bei der damaligen Forsteinrichtungsanstalt in Gießen, an der sein gesamtes Berufsleben – insgesamt mehr als 36 Jahre – verbringen sollte. Seine mathematische Begabung prädestinierte ihn dazu, 1966 das neu eingerichtete Dezernat „Betriebswirtschaft“ zu übernehmen. Dieses Fachgebiet bearbeitete er in den folgenden Jahren auch intensiv wissenschaftlich. Mit der Dissertation Verfahren zur Bestimmung von Wertänderungen der Waldbestände im Rahmen einer forstlichen Erfolgsermittlung wurde Weimann 1969 an der Naturwissenschaftlich-mathematischen Fakultät der Albert-Ludwigs-Universität Freiburg zum Dr. rer. nat. promoviert. 1983 habilitierte er sich an der Justus-Liebig-Universität Gießen mit der Abhandlung Waldbodenzahlen für Land- und Forstwirtschaftliche Bewertungslehre und hielt von 1990 bis 2000 an der Gießener Universität als außerplanmäßiger Professor für Forstliche Planung Vorlesungen für Studenten des Studienganges „Umwelt“.
An der Hessischen Forsteinrichtungsanstalt wurde Weimann 1976 Dezernent für Forsteinrichtung und gleichzeitig ihr stellvertretender Leiter. 1986 wurde ihm in der Nachfolge August Hennes die Leitung übertragen. Ein großer Einschnitt war 1994 der Zusammenschluss von Hessischer Forsteinrichtungsanstalt in Gießen und Hessischer Forstlicher Versuchsanstalt in Hann. Münden. Damit wuchs die Dienststelle von einer Stabsstelle der Staatsforstverwaltung mit Aufgaben der mittelfristigen Betriebsplanung zu der für den gesamten Hessischen Wald aller Besitzarten zuständigen Hessischen Landesanstalt für Forsteinrichtung, Waldforschung und Waldökologie Gießen/Hann. Münden mit den Dienstleistungsbereichen Informatik, Kartenwesen, mittel- und langfristige Planung, Kontrolle und Wissenschaft (Forstliches Versuchswesen). Am 14. August 1997 trat Hans-Joachim Weimann als deren Direktor in den Ruhestand.
Seine Frau Freya, eine Apothekerin aus Kassel, heiratete er 1961. Aus der Ehe sind zwei Söhne hervorgegangen. Hans-Joachim Weimann wohnte in Rodheim-Bieber.

## Leistungen

### Waldbewertung und forstliche Informatik
Hans-Jürgen Weimann hat weit über die Grenzen Hessens hinaus maßgeblich die betriebswirtschaftlichen und datentechnischen Entwicklungen in der Forsteinrichtung und der Waldbewertung mitbestimmt und mitgeprägt. Als Spezialist auf den Gebieten der Waldwertschätzung und der Bodenbewertung war er Initiator und 1979 Gründungsvorsitzender der Arbeitsgemeinschaft Waldbewertung der Bundesländer, der er bis 1986 vorstand. Seine richtungsweisende Tätigkeit auf diesem Gebiet zeigt sich auch darin, dass er als Gutachter zu Problemen der Waldbewertung und der Schadensschätzung unter den deutschen Autoren in der Nachkriegszeit derjenige mit der größten Anzahl von Publikationen ist.
Zudem nahm er ab 1961 an der Hessischen Forsteinrichtungsanstalt die Rolle des Informatikers – auch als Programmierer – wahr. Er leistete grundlegende Entwicklungsarbeiten mit der Organisation der Elektronischen Datenverarbeitung (EDV) für die Forsteinrichtung, dem Aufbau des forstlichen Informationssystems in den Bereichen „Standort“ und „Landespflege“. Weimann erarbeitete bundesweit erstmals ein dezentrales PC-Verfahren für Fortschreibung, Neuaufnahme und Auswertung von Forsteinrichtungsdateien. Es erwies sich als praxistauglich und fand rasch hohe Akzeptanz. Weiter schuf Weimann zahlreiche PC-Programme zur Waldwert- sowie Schadensschätzung und entwickelte Berechnungsverfahren zur Quantifizierung pauschalierter Waldschadenskomponenten. Auch an der Ausgestaltung der Hessischen Biotopkartierung war er beteiligt.
Darüber hinaus war Hans-Jürgen Weimann in verschiedenen Gremien und Kommissionen tätig, etwa seit 1992 als Mitglied und seit 1996 als Vorsitzender des Forstgeschichtlichen Ausschusses im hessischen Forstverein sowie seit 1987 als Mitglied und von 2000 bis 2004 als Vorsitzender im Rat der Georg-Ludwig-Hartig-Stiftung. Seit dem Jahr 2000 Vorstandsmitglied des Freundeskreises Gail’scher Park, brachte er auch dort sein Wissen und seine Erfahrung mit ein.

### Engagement als Historiker und Publizist
Zu Weimanns bekanntesten forsthistorischen Arbeiten gehören seine Studien zur Forstfamilie Hartig, darunter vor allem zu Georg Ludwig Hartig, Theodor Hartig und Robert Hartig, die in dem Buch Hartigiana. Georg Ludwig Hartig inmitten von fünf Generationen einer Försterfamilie. Fundstücke und Zusammenhänge (1990) gipfelten. Daneben verfasste er zahlreiche Beiträge für so gut wie alle deutschsprachigen forstlichen Fachzeitschriften.

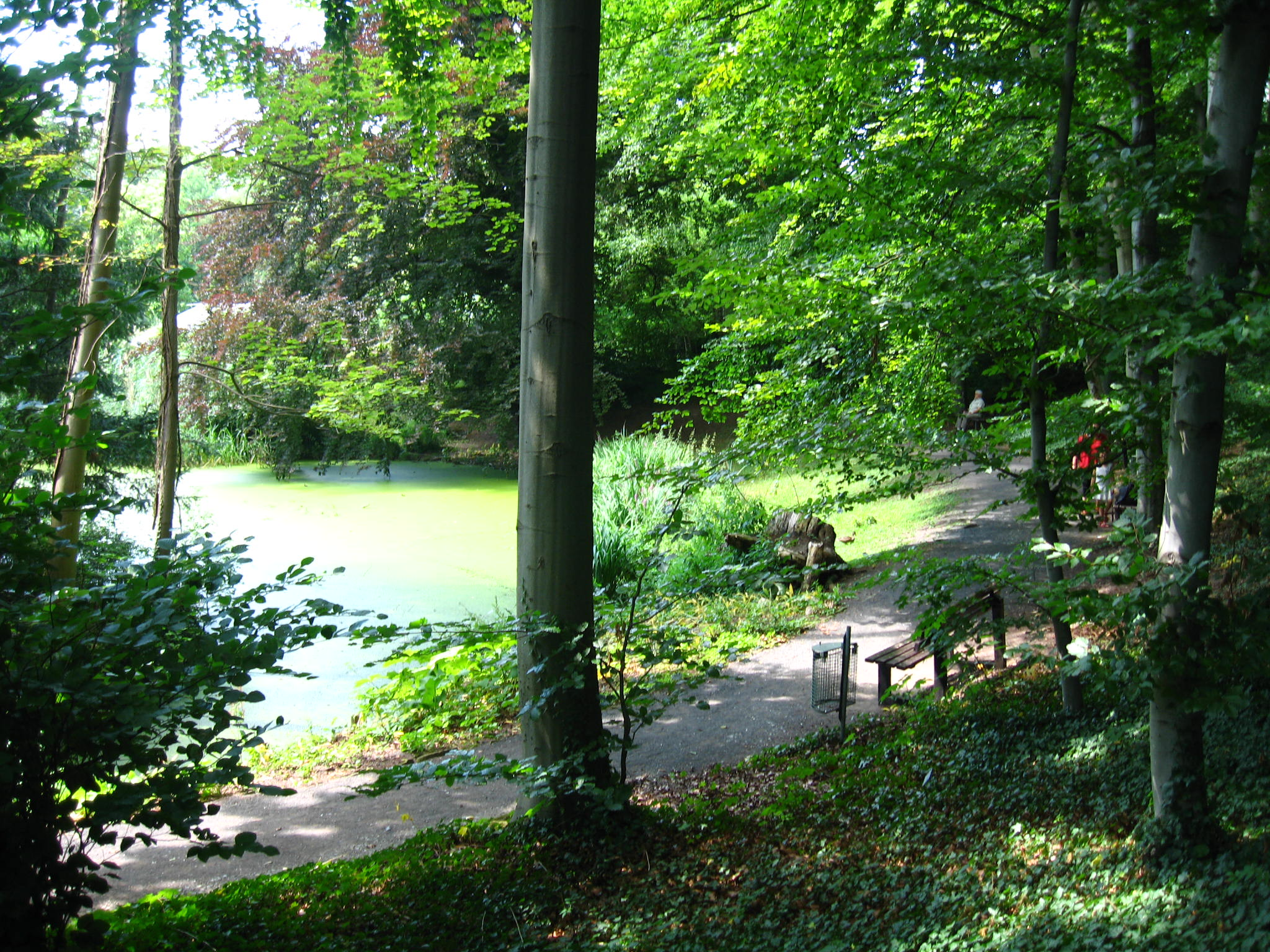
Seit 1985 beschäftigte sich Hans-Joachim Weimann mit den Grünanlagen der Stadt Gießen – hier ein Blick aus dem Forstgarten über den Teich im Botanischen Garten

Zum Abschied aus der Landesanstalt für Forsteinrichtung, Waldforschung und Waldökologie verfasste er 1997 die Anekdotensammlung Die trockene Pfütze. Der Titel spielt auf die Unfallmeldung eines Bediensteten an, der angab, auf einer trockenen Pfütze ausgerutscht zu sein.
Seit 1985 betätigte er sich zudem als Publizist zu Gießener Grünanlagen und anderen lokalhistorischen Themen. Neben Publikationen über den Gail’schen Park und dessen Geschichte arbeitete Weimann auch die Familien- und Firmenhistorie der Gails auf. Für seine jüngeren Veröffentlichungen nutzte er dabei zumeist die CD-ROM als Medium. So entstanden unter anderem Die Gärten der Ludoviciana (2001), Tabakrauch und Gartenlust (2003), Reisen von Dr. Georg Gail (2003), Georg Edward: Tagebücher 1892–1969 und Autobiografie 1869–1893 (2005). Weitere Beiträge von ihm erschienen in den Mitteilungen des Oberhessischen Geschichtsvereins.
Zuletzt konnte er noch zwei umfassende Biografien der forstlichen Klassiker Carl Justus Heyer und Johann Christian Hundeshagen vollenden.
Insgesamt hat Hans-Joachim Weimann bis zum Jahr 2009 rund 150 Veröffentlichungen zu forstlichen Themen vorgelegt, unter anderem zu Informatik, Holzmesskunde, Waldinventur, Forstliche Planung und Kontrolle, Waldbewertung und Schadensschätzung, Forst- und Kulturgeschichte, sowie weitere zur Park- und Gartenkunst. Hinzu kam eine vielfältige Vortragstätigkeit.

## Auszeichnungen

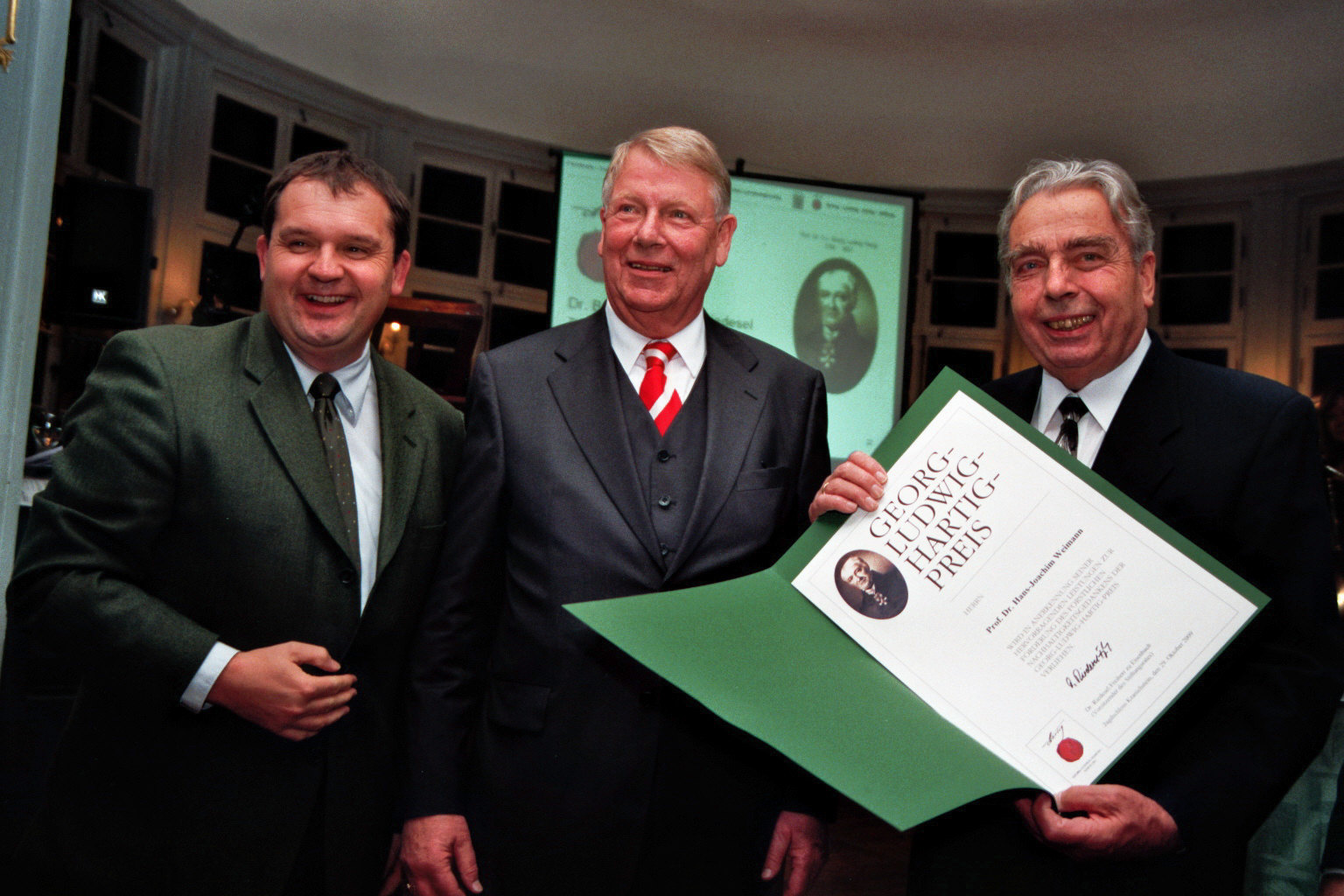
Verleihung des Georg-Ludwig-Hartig-Preises am 29. Oktober 2009 im Jagdschloss Kranichstein: Ministerialdirigent Carsten Wilke (l.) und Berthold Riedesel Freiherr zu Eisenbach (Mitte) von der Georg-Ludwig-Hartig-Stiftung gratulieren Hans-Joachim Weimann

Im Jahr 2009 erhielt Hans-Joachim Weimann im Rahmen eines Festaktes im Jagdschloss Kranichstein den mit 5000 Euro dotierten Georg-Ludwig-Hartig-Preis für seinen Einsatz um die Weiterverbreitung des Nachhaltigkeitsgedankens sowie für sein Lebenswerk.

## Schriften
- zusammen mit Alfred Bonnemann und Eberhard Gärtner: Die Inventur Gahrenberg 1960, Schriftenreihe der Forstlichen Fakultät der Universität Göttingen und Mitteilungen der Niedersächsischen Forstlichen Versuchsanstalt (Band 36), Frankfurt am Main 1966.
- Verfahren zur Bestimmung von Wertänderungen der Waldbestände im Rahmen einer forstlichen Erfolgsermittlung, Dissertationsschrift, Freiburg im Breisgau 1969.
- Mindererträge eines Forstbestandes durch Industrieabgase, Schriftenreihe des Hauptverbandes der Landwirtschaftlichen Buchstellen und Sachverständigen. Sonderreihe Beispiele der agraren Taxation (H. B 41), Bonn 1979.
- Waldbodenzahlen, Habilitationsschrift, Gießen 1983.
- Immissionsbedingte Trocknisschäden an Fichte, Schriftenreihe Taxationspraxis. F, Forstwirtschaft (Heft 10), Wilnsdorf 1986, ISBN 3-89061-063-3.
- als Zusammensteller und Bearbeiter: Hartigiana. Georg Ludwig Hartig inmitten von fünf Generationen einer Försterfamilie. Fundstücke und Zusammenhänge, Biebertal 1990 (Selbstverlag).
- Natur, Struktur, Kultur. Graphiken zum Wald in Hessen, 2. Auflage, Forschungsberichte/Hessische Forsteinrichtungsanstalt; Hessische Forstliche Versuchsanstalt (Band 17), Hann. Münden 1994.
- Die trockene Pfütze, 1997.
- als Mitverfasser: 50 Jahre Hessischer Forstverein – 200 Jahre Forstgeschichte in Hessen, Bad Wildungen 1999.
- Die Gärten der Ludoviciana, 2001.
- Tabakrauch und Gartenlust, 2003 (CD-ROM).
- Reisen von Dr. Georg Gail, 2003 (CD-ROM).
- Georg Edward: Tagebücher 1892–1969 und Autobiografie 1869–1893, 2005 (CD-ROM).
- Carl Justus Heyer. Revierförster, Forstmeister, Professor. Kessel, Remagen 2012, ISBN 978-3-941300-62-0.
- Johann Christian Hundeshagen. Genie und Zorn im Vormärz. Kessel, Remagen-Oberwinter 2013, ISBN 978-3-941300-85-9.

Daneben verfasste Hans-Joachim Weimann den Abschnitt Computertechniken und -programme für die 6., neubearbeitete und erweiterte Auflage des Lehrbuchs Waldbewertung. Einführung und Anleitung von Wilhelm Mantel (München, Wien und Zürich 1982, ISBN 3-405-12609-6). Er gehörte auch zu den Autoren der Zusammenstellungen Wald in Hessen – gestern, heute, morgen (Mitteilungen der Hessischen Landesforstverwaltung, Band 22, Frankfurt am Main 1988, ISBN 3-89051-065-5) und Pilotprojekt Burgwald (Mitteilungen der Hessischen Landesforstverwaltung, Band 30, Frankfurt am Main 1996, ISBN 3-89051-164-3). Für das Buch Biographien bedeutender hessischer Forstleute (Wald in Hessen, Frankfurt am Main 1990, ISBN 3-7939-0780-5) steuerte er mehrere Lebensbeschreibungen bei. Er gehört auch zu den Autoren des Heimatbuches Rodheim im Biebertal – Geschichte und Geschichten (2008).